# Броні
Броні (італ. Broni) — муніципалітет в Італії, у регіоні Ломбардія, провінція Павія.
Броні розташоване на відстані близько 440 км на північний захід від Рима, 45 км на південь від Мілана, 16 км на південний схід від Павії.

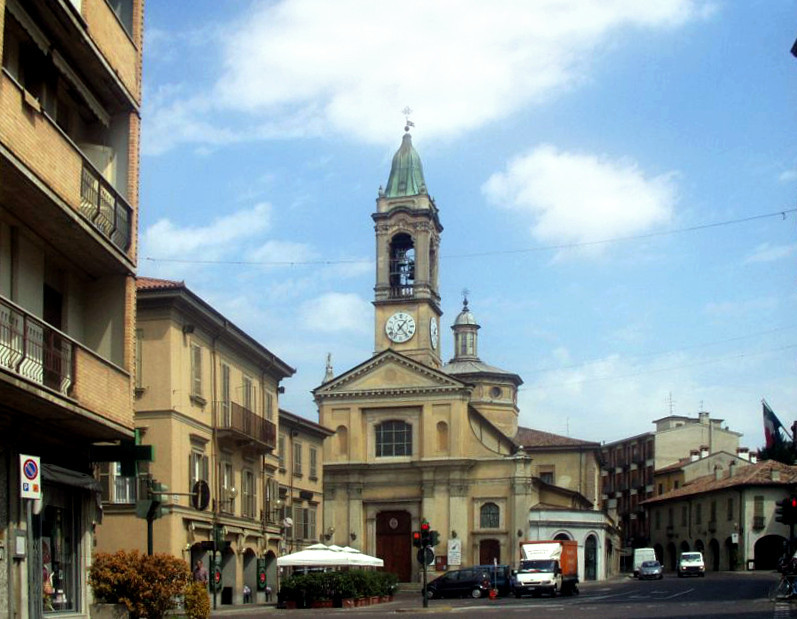

Населення — 9455 осіб (2014).
Покровитель — San Contardo d'Este.

## Демографія
Населення за роками:

Станом на 1 січня 2023 року в муніципалітеті офіційно проживало 2337 іноземців з 61 країни, серед них 808 громадян країн Євросоюзу та 99 громадян України.

## Уродженці
- Сімоне Верді (*1992) — італійський футболіст, фланговий півзахисник, нападник.

## Сусідні муніципалітети
- Альбаредо-Арнабольді
- Барб'янелло
- Кампоспінозо
- Каннето-Павезе
- Чигоньйола
- П'єтра-де'-Джорджі
- Редавалле
- Сан-Чипріано-По
- Страделла

## Міста-побратими
- Феррара, Італія (2001)